# Печење меса у фолији
Печење меса у фолији је посебан начин припреме хране који се заснива на увијању меса у алуминијумску фолију пре његовог излагања високој температури.

## Опис
Печењем меса у фолији спречава се исушивање и сагоревање меса. Унутар такве врећице од алуминијума чува се сок екстрахован током топлотне обраде. Поред тога, месо је боље натопљено пратећим зачинима. Међутим, ова врста печења меса захтева искуство, јер у случају неправилног печења месо остаје превише свеже, чврсто и без укусне коре - јер је попут куваног а не печеног меса. 
Није свако месо погодно за овај начин печења. Најбоље је узимати комаде са малим слојевима масти - врат, шунка, плећка. Свињетина је одлична за ове сврхе, али могу се користити и говедине, телетине, јагњетина итд. Комади не смеју бити превелики - боље ће се испећи. Оптимална величина је комад меса величине од 10 до 20 центиметара.
Како припрему већих комада меса компликује чињеница да у средини пулпе печење може остати свежа, без соли и зачина, пре печења месо трба намочимо максимално, тако да не буде само кора буде укусна. Да би се то урадило, убода се оштрим врхом ножа неколико пута  комад меса, чинећи тако дубоке уздужне резове, а пожељно је пре печења у фолији месо маринирати у трајању од неколико сати, или целе ноћи. Најједноставније маринаде су лук, намочен у чаши стоног белог вина (за свињетину) или црвеног (за говедину). Али може се и експериментисати: на пример, свињско месо намазати биљним уљем са разним зачинима или га намазати сенфом и медом.
Превише посну говедин у и друга слична меса треба умотати у танке кришке сланине или умотати у скраму.. Време кувања меса у фолији може да варира у зависности од температуре на којој се припрема и од величине комада меса. Обично на температури од 380-400 степени у добрим пећницама за 1 кг меса довољно је 15-30 минута. Ако је максимално загревање рерне ниже, тада ће за 1 кг меса у комаду требати 1 час до - 1 час и 15 мин. Када је печење готово лако се може проверити: кад је на преклопима фолије дошло до затамњења, и појаве поцрнелих углове у којима је део месног сока изгорео након достизања пуне готовости.